# M2膜
在理论物理学中，M2膜是一种空间中伸展的数学对象，应用于弦理论和相关的其他理论（如M理论、F理论）中。具体来说，它是十一维超引力的解，具有三维世界体积。

## 數學表述
M2膜可理解為{\displaystyle S_{3}\times SO(8)} 對稱的解（這裡S為龐卡赫空間），藉由p膜擬設解決超重力的運動方程。這個解可由各向同性座標的度規張量和3-形式的規範場得出。可表示為：
{\displaystyle {\begin{aligned}ds_{M2}^{2}&=\left(1+{\frac {q}{r^{6}}}\right)^{-{\frac {2}{3}}}dx^{\mu }dx^{\nu }\eta _{\mu \nu }+\left(1+{\frac {q}{r^{6}}}\right)^{\frac {1}{3}}dx^{i}dx^{j}\delta _{ij}\\F_{i\mu _{1}\mu _{2}\mu _{3}}&=\epsilon _{\mu _{1}\mu _{2}\mu _{3}}\partial _{i}\left(1+{\frac {q}{r^{6}}}\right)^{-1},\quad \mu =1,\ldots ,3\quad i=4,\ldots ,11,\end{aligned}}}
這裡 {\displaystyle \eta } 是閔可夫斯基時空 度規，並區別世界體積{\displaystyle x^{\mu }} 和變換{\displaystyle x^{i}}座標。至於常數{\displaystyle q}是膜上對應的諾特荷，它由結束於膜的橫向空間邊界的積分{\displaystyle F} 所得出。